# Dolina Waksmundzka

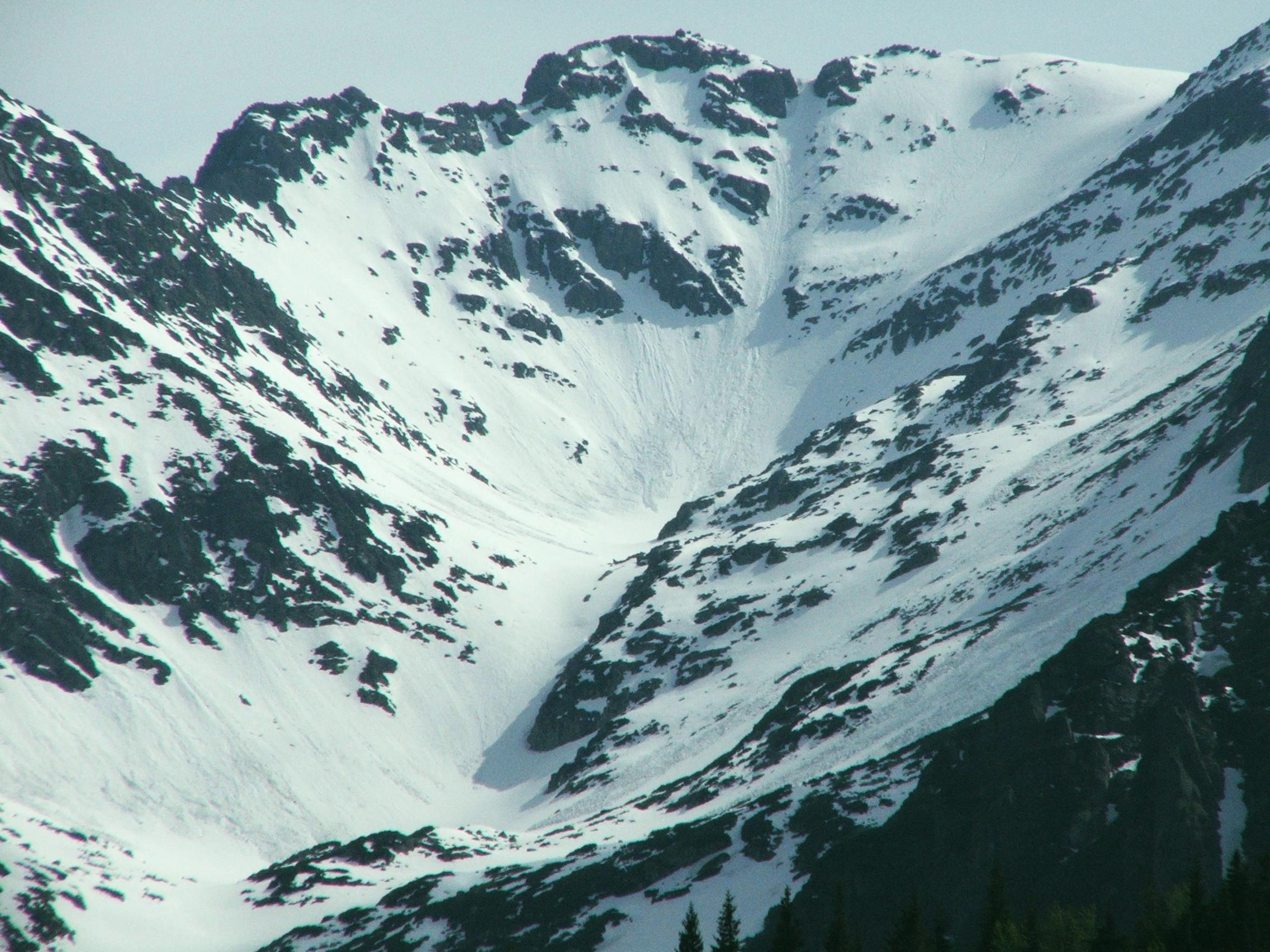
Prostřední a Zadní roveň, nad nimi Velký a Malý Vološin

Dolina Waksmundzka je částí Bielovodské doliny ve Vysokých Tatrách. Zařezává se mezi hřbet Wołoszyna (slovensky Vološin) a tříkilometrový hřeben Koszystej (slovensky Košista). Zasahuje pod Krzyże sedlo ( slovensky Krížne sedlo), kde se připojuje dlouhý východní hřeben Svinice. Okolní hřebeny ji oddělují od Doliny Roztoki, Wołoszyna a Doliny Pańszczyca (Koszystej).

## Popis doliny
Dolina má rozlohu přibližně 6 km². Vznikla působením ledovce a tektonických změn. Tvoří ji žulový podklad (v části nad 1400 m n. m.), v nižší části doliny jsou skalní sedimenty. V podélném tvaru jsou viditelné poledovcové prahy. V její horní části se nacházejí poledovcové kotle a dolinka Świstówka Waksmundzka (slovensky Svišťovka Waksmundzká). Nad horní hranicí lesa se v údolí vytvořily tři patra: V pořadí zdola jsou to:
- Równica (slovensky Roveň) nebo Waksmundzka Równica (slovensky Waksmundzká roveň) (okolo 1600 – 1620 m) – rozlehlá roveň, orograficky na pravé straně doliny. V letech 1875 – 1878 stála na těchto místech malá turistická chatka, kterou zničila lavina. Její zbytky posloužily na stavbu pastýřského přístřešku (v dobrém stavu byl ještě v roce 1949).
- Pośrednia Waksmundzka Równica (slovensky Prostredná Waksmundzká roveň) (okolo 1750–1800 m) – v pořadí druhé patro doliny, na úpatí Waksmundzkej Strážnice pod východní hradbou Welkej Koszysty (slovensky Veľkej Košistej) jsou dvě malé pleska – (slovensky Waksmundzké oka)
- Zadní Waksmundzka Równica (slovensky Zadná Waksmundzká roveň) (kolem 1930 – 1960 m) – nejvýše položené patro nad porostem kosodřeviny, které je od středního patra odděleno skalnatým korytem Waksmundzkého potoka. Nacházejí se zde dvě maličké Waksmundzkie Stawki ( slovensky Waksmundzké plieska)

## Příroda
Na úbočích v dolní části doliny jsou smrkové a limbové porosty. Zajímavá je flóra. Kromě jiných zde lze vidět v Polsku vzácné druhy rostlin jako například: skalník černoplodý (Cotoneaster melanocarpus), ostřice svišťová (Carex lachenalii), prvosenka horská (Primula Matthioli). V údolí lze vidět medvědi, kamzíci, svišti i jelení zvěř.

## Turistika
Dolina není přístupná pro turisty. Je přísnou přírodní rezervací. Jen v její dolní části ve výši 1250 m n. m. jsou turistické stezky vedoucí z Rusinowej Polany a Rowni Waksmundzkej a cesta směřující k Morskému oku.